# Ускладнення при бурінні вічномерзлих порід
Ускладнення при бурінні вічномерзлих порід — особливий різновид ускладнення при бурінні.

## Загальний опис
Гірські породи називаються мерзлими або кріогенними, коли їх температура нижче 0°С, а вода, що входить до їх складу, повністю або частково знаходиться в твердому стані, тобто у вигляді льоду. Розрізняють три види кріогенної структури мерзлих порід: масивну; шарувату, в якій лід знаходиться у вигляді орієнтованих в одному напрямку лінз і прошарків; сітчасту, де лінзи і прошарки льоду перетинаються.
Потенційно ускладнені розрізи представлені мерзлими породами з текстурою першого типу. Вони складаються з галечника, піску, глинистих відкладів та їх різновидностей, зцементованих льодом. Склад твердої мерзлої породи в розрізі помітно відмінний.
Вміст льоду в породі оцінюється коефіцієнтом льодитості, що являє собою відношення об'єму (маси) льоду до об'єму (маси) всього взірця породи. Чим більший коефіцієнт льодистості, тим більша велика передумова до ускладнень у процесі буріння при фазових переходах, тобто при таненні льоду. Об'ємний коефіцієнт льодистості досягає 0,2, а інколи доходить і до 0,4.
Вільна вода кристалізується при нульовій температурі, капілярна при мінус 6-18°С, а фізично зв'язана при мінус 75-80°С.
Товщина шару мерзлих порід досягає в окремих районах до 1300 (в Забайкаллі) і навіть 1500 м (Західний Сибір) при температурі в підошві шару до -14°С.
Міцність мерзлої породи зростає при зниженні температури. В діапазоні від'ємних температур, близьких до нуля, мерзла порода знаходиться в пластичномерзлому стані. Наприклад, для мерзлих глин такий стан спостерігається до -2°С, і тільки при температурі -3°С порода переходить в твердомерзлий стан.
Основним способом профілактики ускладнень при бурінні мерзлих порід є підтримання нормального температурного режиму свердловини, при якому інтенсивність теплообмінних процесів між стінками свердловини і циркулюючою рідиною знаходиться в допустимих межах, які не викликають постійної зміни агрегатного стану цементуючого матеріалу — льоду.
Розтоплення мерзлої породи веде до утворення каверн і збільшення вмісту шламу в промивальній рідині, в тому числі через обвали тощо. Якщо розтоплення не зупинити, то може наступити обвалювання устя свердловини. Найсильніше каверноутворення відбувається при розтопленні мерзлих порід, представлених галечниками, пісками, і в значно меншій мірі в інтервалах залягання глинистих порід.
Розтоплення мерзлої породи по довжині ствола проходить нерівномірно. Це пояснюється відмінністю компонентного складу і текстури мерзлої породи, її теплофізичними характеристиками, фактором часу і т. д.
За відсутності циркуляції промивальна рідина на водній основі може замерзнути. При температурі мерзлої породи нижче -2°С можливе зім'яття обсадної колони при замерзанні води, що знаходиться, як правило, в кавернах. Зминаючі навантаження на обсадну колону зростають при ексцентричному розміщенні труб щодо кільцевого пояса льоду, що формується при замерзанні.
Передача тепла від промивальної рідини до стінок свердловини можлива при відповідному перепаді температур, який повинен підтримуватись за рахунок постійного припливу тепла ззовні до циркулюючої рідини. Таким зовнішнім джерелом енергії служить нагрівання рідини на поверхні, або в дільниці свердловини, нижче мерзлих порід.
Повне запобігання розтоплення мерзлих порід можливе лише при мінусовій температурі промивальної рідини в кільцевому просторі свердловини.

## Практичний аспект проблеми
За інтенсивністю розтоплення циркуляційні агенти з плюсовою температурою розміщуються в такому порядку:
- стиснене повітря і піни;
- розчини на нафтовій основі, в тому числі емульсійні;
- водні полімерні і полімерглинисті, оброблені КМЦ, акриловими полімерами, поліетиленоксидом;
- звичайні глинисті розчини;
- вода.

Зменшення інтенсивності розтоплення порід забезпечується шляхом застосування промивальних рідин, які за інших рівних умов мають меншу теплопровідність, фільтрацію і температуру, а також забезпеченням ламінарного режиму руху, обмеженням підводу енергії ззовні.
Практика буріння свердловин в зонах вічної мерзлоти свідчить про переваги полімерглинистих промивальних рідин, оброблених перерахованими вище реагентами.
Застосування продувки (де ця технологія економічно і технічно доцільна) найсприятливіше. Масові витрати повітря в десятки разів менші масових витрат промивальної рідини, а його питома теплоємність приблизно в 4 рази менша. При одній і тій же температурі повітря несе з собою в 60—100 разів менше тепла, ніж промивальна рідина.
Промерзання присвердловинного масиву породи після розтоплення проходить в декілька разів повільніше, особливо в глинах. Тому при рівних за часом циклах розтоплення (період циркуляції) і зупинок ореол розтоплення може поступово збільшуватись.
Експерименти показали, що прісна вода при повільному спокійному (не збуреному) охолодженні може переохолоджуватись до мінус 3-5°С, полімерглинисті розчини — до мінус 4-6°С. Потім відбувається лавинне (вибухове) фазове перетворення з утворенням дендритованого льоду, починаючи від стінок свердловини. Тиск, який виникає при цьому, може викликати руйнування обсадної колони замерзаючою в каверні рідиною.
Для буріння в мерзлих породах рекомендується використовувати долота зменшеного діаметра до глибини необхідного спуску обсадної колони, враховуючи, що діаметр свердловини внаслідок розтоплення збільшиться до необхідного.
Після розбурювання мерзлих порід ствол свердловини необхідно закріпити обсадною колоною. Останнім часом використовують спеціальні колони з теплоізолятором в інтервалі залягання замерзлих порід. Башмак колони слід встановлювати в міцних породах, що не обсипаються при розтопленні. Кільцевий простір між стінками свердловини, якщо вони складені непроникними породами, ізолюють з допомогою пакерів.
Для цементування свердловин використовують тампонажні розчини, що здатні утворювати тампонажний камінь при мінусовій температурі (наприклад, на вуглеводневій основі), а також суміші, які не виділяють тепла при твердінні (безгіпсові тощо).
Кільцевий простір за експлуатаційною колоною в інтервалі залягання мерзлих порід нерідко заповнюють арктичним дизельним паливом, яке також виконує роль теплоізолятора.